# بيلي هيغينز (عازف جاز)
بيلي هيغينز (بالإنجليزية: Billy Higgins)‏ هو عازف جاز أمريكي، ولد في 11 أكتوبر 1936 في لوس أنجلوس في الولايات المتحدة، وتوفي في 3 مايو 2001 في إنغليووود في الولايات المتحدة بسبب التهاب كبدي وفشل الكبد.

## وصلات خارجية
- بيلي هيغينز على موقع الموسوعة البريطانية (الإنجليزية)
- بيلي هيغينز على موقع ميوزك برينز (الإنجليزية)
- بيلي هيغينز على موقع إن إن دي بي (الإنجليزية)
- بيلي هيغينز على موقع أول ميوزيك (الإنجليزية)
- بيلي هيغينز على موقع ديسكوغز (الإنجليزية)